# Équipe de France aux championnats du monde d'athlétisme 2007
La sélection française pour les Championnats du monde d'athlétisme 2007, à Osaka (Japon), était composée de 54 athlètes (28 femmes et 26 hommes).
29 des 54 sélectionnés (soit 53 %) faisaient également partie de l’opération « Destination Athlé 2012 » et avaient donc moins de 25 ans.

Pour la Fédération française d'athlétisme, la sélection pour ces championnats s’inscrivait dans la perspective de deux autres événements majeurs :
- les Jeux olympiques de 2008 à Pékin ;
- les Championnats du monde d'athlétisme 2009 à Berlin.

La sélection pour Osaka a été déterminée par la FFA selon quatre critères :
- athlètes ayant réalisé les minima fédéraux (23 athlètes) ;
- athlètes performants lors des Championnats de France à Niort et ayant réalisé une performance les situant dans les 20 meilleurs mondiaux (à trois par pays) ou ayant réalisé les minima A de l’IAAF (12 athlètes) ;
- athlètes sélectionnés au titre de l’opération « Destination Athlé 2012 » (8 athlètes, 6 individuels + 2 collectifs 4 × 100 m hommes) ;
- athlètes sélectionnés dans les collectifs de relais (11 athlètes)

Selon le quotidien L'Équipe (du mardi 14 août 2007), deux athlètes sélectionnés avaient un potentiel de champion du monde (« potentiel or »), Yohann Diniz et Mehdi Baala — et huit autres une chance de monter sur le podium (Teresa Nzola Meso Ba, Muriel Hurtis-Houairi, Romain Mesnil, Ladji Doucouré, Eunice Barber, Christine Arron, Bouabdellah Tahri et le 4 × 100 m masculin). Les autres finalistes possibles étaient au nombre de dix : les relais 4 × 100 m féminin et 4 × 400 m masculin, Vanessa Boslak, Romain Barras, Naman Keïta, David Alerte, Manuela Montebrun, Sophie Duarte, Julien Kapek et Leslie Djhone.
Mais après sept jours de compétitions, la France n'avait pas encore remporté la moindre médaille — alors que 36 nations en avaient déjà remporté au moins une : les espoirs reposaient alors sur Leslie Djhone [finalement 5e] et sur Romain Mesnil qualifiés pour leur finale ainsi que sur Yohann Diniz sur 50 km marche — c'est finalement ce dernier qui remporta la première médaille française, en argent, l'avant-dernier jour des compétitions, suivi par une deuxième médaille d'argent, celle de Romain Mesnil à la perche l'après-midi du même jour.
Qui plus est, le relais 4 × 100  m masculin, champion du monde en titre, déclara forfait et les trois autres relais (4 × 100 m féminin, 4 × 400 m masculin et 4 × 400 m féminin) ne se qualifièrent pas pour la finale (les quatre « collectifs relais » français étaient ainsi tous éliminés en série pour la première fois de l'histoire des championnats du monde, c'est-à-dire depuis 1983).
Le journal radio de France Culture (qui évoque rarement le sport) souligna dimanche 2 septembre 2007, l'échec global de l'expédition, son caractère pléthorique et le caractère décevant des résultats, d'autant plus que le niveau général de la compétition était plutôt bas. L'absence totale des relais était mise en exergue comme un symptôme du malaise. Le bilan se résume à ces deux seules médailles, en argent, le 2e moins bon bilan depuis le début des championnats du monde, ultérieurement assombri par l'affaire de dopage à la testostérone de Naman Keïta (seul cas annoncé).
Pourtant, pour mieux s'acclimater, l'équipe de France était partie en préparation terminale au Japon. Avant de rejoindre Osaka pour les compétitions, elle avait séjourné (sur une période échelonnée du lundi 11, pour les tout premiers, au mardi 21 août 2007, pour les derniers) à l'hôtel Hayashi Garden de la cité balnéaire de Wakayama, à proximité du Kimiidera Stadium.

## Athlètes sélectionnés au titre de la réalisation des minima fédéraux
(23 athlètes)
- Christine Arron : 100m, 200m, 4 × 100m
- Muriel Hurtis-Houairi : 200m, 4 × 100m
- Adrianna Lamalle : 100m haies, 4 × 100m
- Sophie Duarte : 3000 m steeple
- Julie Coulaud : 3000 m steeple
- Élodie Olivares : 3000 m steeple
- Melanie Skotnik : Hauteur
- Vanessa Boslak : Perche
- Eunice Barber : Longueur (renonce à l'heptathlon)
- Teresa Nzola Meso Ba : Triple saut
- Manuela Montebrun : Marteau
- Marie Collonvillé : Heptathlon
- David Alerte : 200m, 4 × 100m
- Mehdi Baala : 1500m
- Ladji Doucouré : 110m haies
- Bouabdellah Tahri : 3000m steeple
- Mahiedine Mekhissi-Benabbad : 3000m steeple
- Vincent Zouaoui Dandrieux : 3000m steeple
- Romain Mesnil : Perche
- Romain Barras : Décathlon
- Yohann Diniz : 50 km marche
- Eddy Riva : 50 km marche
- David Boulanger : 50 km marche

## Athlètes sélectionnés du fait de leur performance aux Championnats de France
(dans les 20 meilleurs mondiaux ou ayant réalisé les Minima A IAAF)
(12)
- Solen Désert : 400m, 4 × 400m
- Maria Martins : 1500m
- Mélina Robert-Michon : Disque
- Amélie Perrin : Marteau
- Eddy De Lépine : 200m, 4 × 100m
- Leslie Djhone : 400m, 4 × 400m
- Mounir Yemmouni : 1500m
- Bano Traoré : 110m haies
- Naman Keïta : 400 haies, 4 × 400m[1]
- Jérôme Clavier : Perche
- Julien Kapek : Triple saut
- Yves Niaré : Poids

## Athlètes sélectionnés au titre de l’opération «Destination Athlé 2012»
(8)
- Élodie Guégan : 800m
- Stéphanie Falzon : Marteau
- Antoinette Nana-Djimou Ida : Heptathlon
- Martial Mbandjock : 100m, 4 × 100m
- Fadil Bellaabouss : 400m haies, 4 × 400m
- Damiel Dossevi : Perche

- Collectif 4 × 100 m hommes : Franck Chevallier, le directeur technique national, ayant pris acte de la décision de Lueyi Dovy de renoncer à une éventuelle sélection, et au vu des résultats des championnats de France, il a été décidé de composer un collectif « Destination Athlé 2012 » complété au titre du relais par Manuel Reynaert et Guillaume Guffroy. Le 30 juillet, en raison des blessures et des avis de David Alerte et d'Eddy De Lépine, l'équipe française, championne du monde en titre, a déclaré forfait.

## Athlètes sélectionnés pour les collectifs relais
Cf. aussi Relais aux championnats du monde d'athlétisme 2007
(11 athlètes) :
- 4 × 100 m Femmes :
  - Carima Louami
  - Sylviane Félix
  - Fabienne Béret-Martinel
  - Myriam Soumaré

- 4 × 400 m Femmes
  - Marie-Angélique Lacordelle
  - Virginie Michanol
  - Thélia Sigère
  - Phara Anacharsis

- 4 × 400 m Hommes
  - Brice Panel
  - Mathieu Lahaye
  - Ydrissa M'Barke